# أنسية خزعلي
انسيه خزعلي (انسيه خزعلي؛ ولدت عام 1963) هي سياسية إيرانية شغلت منصب نائبة رئيس الجمهورية لشؤون المرأة والأسرة في حكومة إيران الثالثة عشرة.
تشغل خزعلي منصب أستاذة في مجال اللغة العربية وآدابها، وقد كانت رئيسة جامعة الزهراء، كما تولت عمادة فرع جامعة العلوم الإسلامية الرضوية.